# Катленбург-Линдау
Катленбург-Линдау (на немски: Katlenburg-Lindau) е община в окръг Нортхайм в Долна Саксония, Германия, със 7166 жители (2015).
Катленбург-Линдау е образуван на 1 март 1974 г. До 19 век Калтенбург е името на замък Калтенбург.